# Сивка (приток Днестра)
Сивка (укр. Сівка) — река на Украине, в пределах Калушского и Ивано-Франковского районов Ивано-Франковской области. Правый приток Днестра (бассейн Чёрного моря).

## Описание
Длина реки 79 км, площадь бассейна 595 км². Долина в верхнем течении V-образная, ниже трапециевидная, террасированная. Пойма двусторонняя, шириной 200—300 м. Русло извилистое, много стариц. Уклон реки 3,8 м/км.

## Месторасположение
Берёт начало к югу от города Долина, течет преимущественно на восток и северо-восток, впадает в Днестр между сёлами Сивка-Войниловская и Мошковцы.

## Притоки
Основные притоки: Крапивник, Болоховка (левые).

## Населённые пункты
Река протекает через города Долина и Калуш, посёлки городского типа Брошнев-Осада и Войнилов и несколько сёл.